# چنلویو (تگزاس)
چنلویو، تگزاس(به انگلیسی: Channelview, Texas) شهری در ایالت تگزاس از ایالات جنوبی ایالات متحده آمریکا است. در سرشماری سال ۲۰۰۰، جمعیت این شهر ۲۹۶۸۵ نفر اعلام شد.